# 奧登 (阿肯色州)
奧登（英語：Oden）是一個位於美國阿肯色州蒙哥馬利縣的城鎮。

## 地理
奧登的座標為34°37′08″N 93°46′37″W / 34.61889°N 93.77694°W，而該地的平均海拔高度為232米（即761英尺）。

## 人口
根據2020年美國人口普查的數據，奧登的面積為2.17平方千米，當中陸地面積為2.11平方千米，而水域面積為0.06平方千米。當地共有人口180人，而人口密度為每平方千米82人。